# Kodai Mori
Kodai Mori (japanisch 森 昂大 Mori Kodai; * 27. April 1999 in der Präfektur Nagano) ist ein japanischer Fußballspieler.

## Karriere
Kodai Mori erlernte das Fußballspielen in der Collegemannschaft des Biwako Seikei Sport College. Von dem College wurde er von September 2021 bis Saisonende an den Erstligisten Tokushima Vortis ausgeliehen. Während seiner Ausleihe kam er jedoch nicht zum Einsatz. Am Ende der Saison musste Vortis den Weg in die zweite Liga antreten. Nach der Ausleihe wurde Mori am 1. Februar 2022 fest von Vortis unter Vertrag genommen. 2022 kam er ebenfalls nicht zum Einsatz. Sein Zweitligadebüt für den Verein aus Tokushima gab Kodai Mori am 2. April 2023 (7. Spieltag) im Auswärtsspiel gegen Roasso Kumamoto. Bei dem 1:1-Unentschieden stand er in der Startelf und spielte die kompletten 90 Minuten. Nach insgesamt 70 Ligaspielen wechselte er im Januar 2025 nach Niigata zum Erstligisten Albirex Niigata.